# Pseudanthias venator
Pseudanthias venator là một loài cá biển thuộc chi Pseudanthias trong họ Cá mú. Loài này được mô tả lần đầu tiên vào năm 1911.

## Từ nguyên
Từ định danh venator trong tiếng Latinh có nghĩa là "thợ săn", không rõ hàm ý, có thể đề cập đến sọc hình vòng cung (của thợ săn) kéo dài từ gốc gai vây lưng đến gốc vây hậu môn ở loài này.

## Phạm vi phân bố và môi trường sống
P. venator là loài đặc hữu của Nhật Bản, trước đây được xem là danh pháp đồng nghĩa của Pseudanthias cichlops.

## Mô tả
Chiều dài cơ thể lớn nhất được ghi nhận ở P. venator là 8,2 cm.